# Râul Loiret
Loiret este un râu în partea de centru a Franței. Este un afluent al fluviului Loara. Izvorăște din departamentul Loiret din Parcul Floral de La Source din orașul Orléans. Are o lungime de doar 12 km, un debit între 0,5 și 2 m³/s, fiind format prin izvorârea unor infiltrații ale Loarei. Se varsă în Loara la vest de Orléans, lângă localitatea Saint-Hilaire-Saint-Mesmin, Loiret.